# Janez Drnovšek
Janez Drnovšek (IPA: [ˈjàːnɛz dəɾˈnɔ́ːwʃək]) (Celje, 17 maggio 1950 – Zaplana, 23 febbraio 2008) è stato un politico sloveno.
È stato Presidente della Repubblica di Slovenia dal 2002 al 2007. Drnovšek  è succeduto a Milan Kučan, primo presidente della Slovenia indipendente.

## Biografia
Laureato in economia all'Università di Lubiana nel 1973, lavorò come consulente economico all'ambasciata della Repubblica Socialista Federale di Jugoslavia al Cairo. Dopo una discreta carriera nel settore bancario, Drnovšek fu democraticamente eletto come rappresentante sloveno alla presidenza collegiale jugoslava il 10 aprile del 1989. Dal maggio 1989 al maggio del 1990 fu presidente della presidenza collegiale jugoslava, guidando in questa veste il summit dei Paesi non allineati, svoltosi a settembre a Belgrado.
Fu uno dei protagonisti politici del processo d'indipendenza (sostanzialmente pacifico) del suo paese. Leader del partito di centrosinistra della Democrazia Liberale di Slovenia (LDS, Liberalna Demokracija Slovenije), Drnovšek fu il secondo primo ministro della Slovenia, succedendo al democristiano Lojze Peterle, reggendo il governo sloveno dal 1992 al 2002 (con una breve interruzione, con il governo di Andrej Bajuk, nel 2000). Drnovšek è stato eletto presidente della Slovenia nel 2002, sconfiggendo Barbara Brezigar, procuratore generale della Repubblica, candidato indipendente (ma sostenuta dal centrodestra).
Dopo aver presieduto per 10 anni la Democrazia Liberale di Slovenia (1992–2002), il 30 gennaio 2005 Drnovšek ha lasciato ufficialmente il partito, decidendo di fondare il Movimento per la giustizia e lo sviluppo, attivo in particolare sul web ed estraneo ai meccanismi tradizionali della partitocrazia. Drnovšek ha sostenuto in un'intervista al quotidiano la Repubblica che era necessario «fare qualcosa di diverso, ripartire da zero, perché i vecchi strumenti della politica, che io conosco bene, non sono più adeguati alle sfide per il futuro. C'è troppo egoismo, carrierismo, autoreferenzialità».
Durante gli anni di presidenza, Drnovšek si è smarcato dalla sua immagine di uomo politico pragmatico e rigidamente legato alle istituzioni. Ha deciso di trasferirsi in un villaggio montano e di adottare una dieta strettamente vegetariana, assumendo una netta posizione in favore dei diritti animali. Ha lottato contro un tumore al rene,  parlandone liberamente con l'opinione pubblica e abbandonando, dopo cinque anni di malattia, le indicazioni della medicina tradizionale.
Drnovšek si è speso a livello internazionale in favore del rispetto dei diritti umani e per la solidarietà nei confronti del Terzo Mondo. Si è impegnato a favore di una soluzione per la crisi in Darfur, proponendo un piano di pace e mobilitando il segretario generale dell'ONU Kofi Annan e le cancellerie internazionali affinché si impegnino per fermare rapidamente la guerra.
Durante il suo mandato, propose inoltre al Presidente italiano Giorgio Napolitano un incontro di riconciliazione per riconoscere e ricordare le sofferenze e le atrocità del XX secolo nella zona di confine, commesse da ambo le parti, per chiudere definitivamente i conti con il passato e guardare con fiducia al processo di integrazione europea.